# 風村綾乃
風村 綾乃（かざむら あやの、7月5日生）は、日本の女優、声優。 エーエス企画所属。以前は九プロダクション、ぷろだくしょん★A組に所属していた。宮城県仙台市で生まれ、福岡県福岡市博多区で育つ。映像テクノアカデミア出身。

## 出演作品

### テレビアニメ
- SHUFFLE!（2005年、撫子の母親）
- 彩雲国物語（2006年、奥方）

### 劇場アニメ
- SHORT PEACE「GAMBO」（2013年、シカの母）

### 吹き替え
- アイス・ハーヴェスト 氷の収穫
- アメリカ潜水艦隊の軌跡
- アンデルセン・ストーリーズ
- イーオン・フラックス
- イン・ハー・シューズ
- OZ/オズ
- ガッチャ!
- グッド・ワイフ2
- クルックリン（トレイシーポッサム）
- ゴスフォード・パーク（レニー）
- こちらブルームーン探偵社5
- サード・ウォッチ5 NY事件ファイル（ヒックマン）
- ザ・ケープ 漆黒のヒーロー
- ザ・ソプラノズ 哀愁のマフィア（ロイス）
- サブリナ
- スコア
- 製パン王 キム・タック
- 綴り字のシーズン
- デューン/砂の惑星（メイプス）
- 遠すぎた橋
- ドクター・フー
- ナイトビジョン
- ピノッキオ
- ファーストキス
- ザ・プラクティス ボストン弁護士ファイル
- ブラッド
- ホミサイド/殺人捜査課
- M:I-2
- ミュータントX
- モ'・ベター・ブルース
- リロ&スティッチ
- レッドプラネット
- 惑星「犬」。（フレッド）